# Avni Behluli
Avni Behluli (ur. 1960 w Breznicy) – kosowski i jugosłowiański rzeźbiarz.

## Życiorys
W 1986 roku ukończył studia na Uniwersytecie w Prisztinie.
Swoje rzeźby wystawiał w Gnjilanem (1988, 1989), Splicie (1990), Prisztinie (1995) i Peciu. Ponadto część z jego dzieł była wystawiana na wystawach zbiorowych w Prisztinie w latach 1988, 1989, 1995, 1998 i 2000.

## Nagrody[1]
- nagroda Salonu Młodych w Prisztinie (1987),
- Shpërblimi Shpërngulja (1994),
- zwycięzca na festiwalu Flaka e Janarit w Gnjilanem w latach 1995, 1996 i 1998.